# Jaszczurówka (Zakopane)

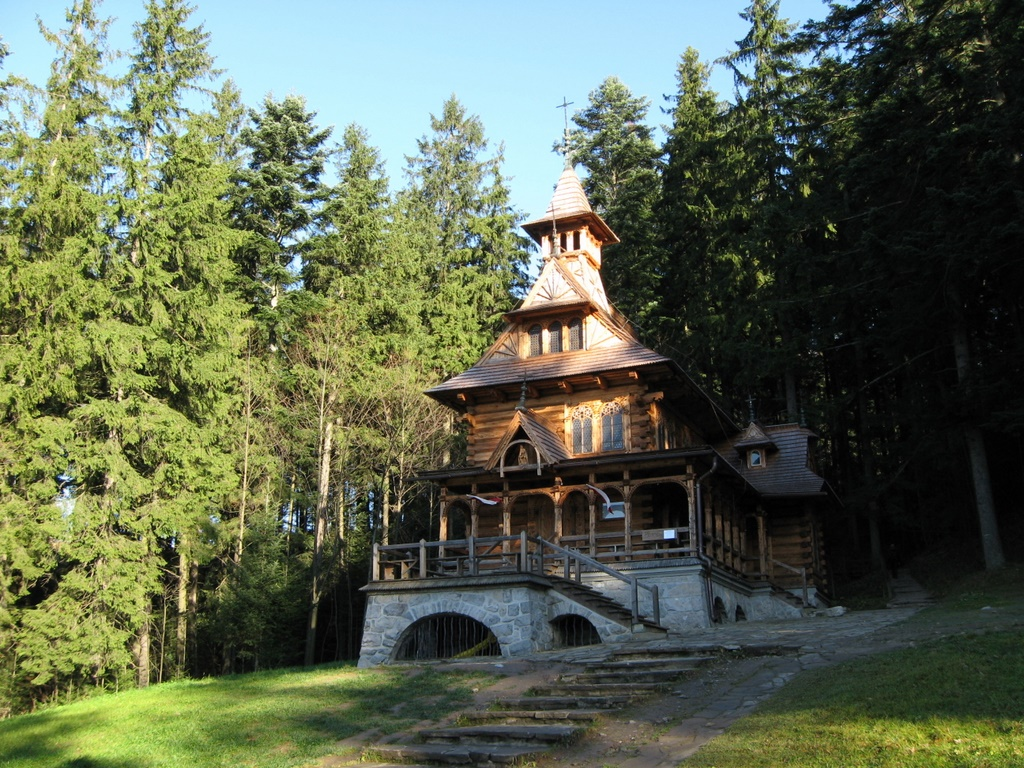
Kaplica Najświętszego Serca Jezusa w Jaszczurówce

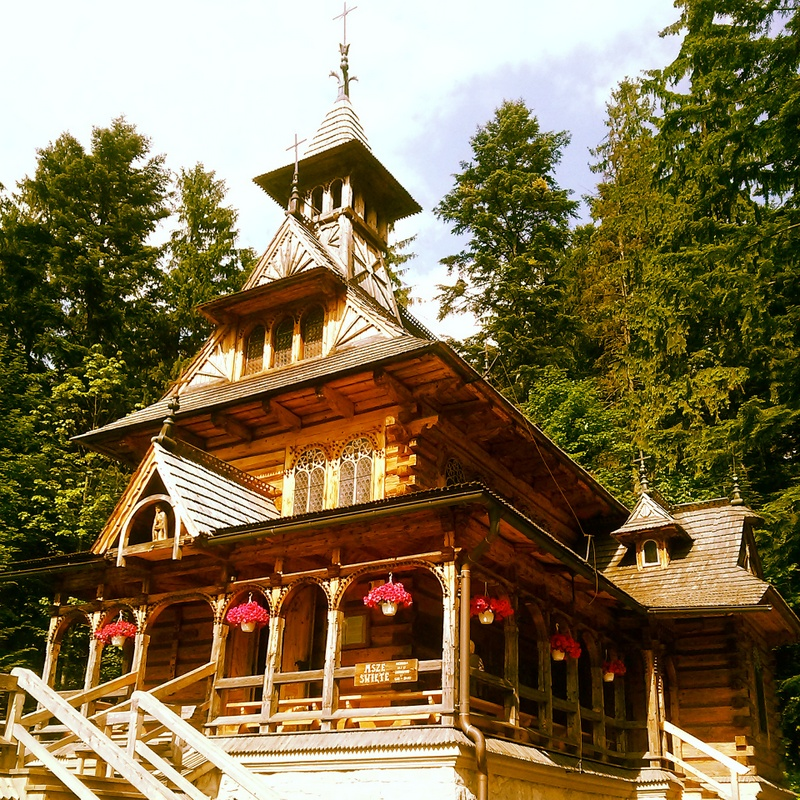
Detailansicht

Die Jaszczurówka ist ein Stadtteil der polnischen Stadt Zakopane in der Westtatra im Powiat Tatrzański in der Woiwodschaft Kleinpolen.

## Lage
Der Stadtteil liegt am Panoramaweg Oswald-Balzer-Weg auf einer Höhe von 886 Metern über NN unmittelbar an der Grenze zum Tatra-Nationalpark am Fuß des Tals Dolina Olczyska.

## Geschichte
Der Ort wurde im 19. Jahrhundert als Heilbad angelegt, da auf dem Ortsgebiet Thermalquellen auftreten, die ab 1839 genutzt wurden. Die Thermalwasser wurden 1861 untersucht und ein Heilbad wurde 1861–62 angelegt sowie weitere Heilbäder 1891. Zu den Kurgästen zählte unter anderem Henryk Sienkiewicz. Heute befindet sich das Gebiet der Heilbäder auf dem Gebiet des Tatra-Nationalparks und wird nicht mehr genutzt. 1904 wurde die Herz-Jesu-Kapelle im Zakopane-Stil von Stanisław Witkiewicz errichtet.

## Etymologie
Der Name lässt sich als „Eidechsenort“ übersetzen, wobei er auf die hier auftretenden Feuersalamander zurückgeht.

## Tourismus
Im Gemeindegebiet beginnt ein Wanderweg in die Westtatra.
- ▬ Zakopane-Jaszczurówka – Dolina Olczyska – Wielki Kopieniec – Zakopane-Toporowa Cyrhla

## Belege
- Zofia Radwańska-Paryska, Witold Henryk Paryski, Wielka encyklopedia tatrzańska, Poronin, Wyd. Górskie, 2004, ISBN 83-7104-009-1.
- Tatry Wysokie słowackie i polskie. Mapa turystyczna 1:25.000, Warszawa, 2005/06, Polkart, ISBN 83-87873-26-8.

Koordinaten: 49° 17′ 8″ N, 19° 59′ 47″ O